# Провоторин, Александр Андреевич
Александр Андреевич Провоторин (3 ноября 1924, Федюкино — 20 февраля 2021, Казань) — передовик советской авиационной промышленности, токарь Таганрогского авиационно-технического комплекса имени Г. М. Бериева Министерства авиационной промышленности СССР, Ростовская область, полный кавалер Ордена Трудовой Славы (1990).

## Биография
Родился 3 ноября 1924 года в деревне Федюкино Лаптевского района, ныне Ясногорского района Тульской области, в многодетной русской крестьянской семье. В середине 1930-х годов вместе с семьёй родной тёти оказался в Тифлисе. Окончив 7 классов школы, в 1939 году поступил в школу фабрично-заводского ученичества, обучение в которой завершил в 1940 году. Трудоустроился токарем.
В 1941 году был принят на работу на эвакуированный из Таганрога авиационный завод имени Г. Димитрова. Работал в цехе № 9. В октябре 1943 года был переведён учеником столяра в другой цех № 25. С января 1946 года вновь стал работать токарем. В 1951 году завершил обучение в средней школе рабочей молодёжи № 8 города Тбилиси. В апреле — мае 1955 года работал токарем механического цеха на Верхне-Камском фосфоритном руднике в Кировской области.
В 1955 году переехал в город Таганрог. Работал токарем 6-го разряда цеха № 1 опытно-конструкторского бюро морского самолётостроения. Дальнейшая трудовая деятельность была связана с Таганрогским авиационно-техническим комплексом имени Г. М. Бериева.
Указом Президиума Верховного Совета СССР от 24 апреля 1975 года был награждён орденом Трудовой Славы III степени.
Указом Президиума Верховного Совета СССР от 10 марта 1981 года был награждён орденом Трудовой Славы II степени.
Указом Президиума Верховного Совета СССР от 18 мая 1990 года (закрытым) Александр Андреевич Провоторин был награждён орденом Трудовой Славы I степени. Стал полным кавалером Ордена Трудовой Славы.
В январе 2008 года вышел на заслуженный отдых. Жил в Таганроге до 2017 года, когда переехал в Казань.
Умер 20 февраля 2021 года. Похоронен в Казани на кладбище «Курган».

## Награды и звания
- Орден Трудовой Славы — I степени (18.05.1990);
- Орден Трудовой Славы — II степени (10.03.1981);
- Орден Трудовой Славы — III степени (24.04.1975);
- Медаль «В ознаменование 100-летия со дня рождения Владимира Ильича Ленина».